# Нилгиријска куна
Нилгиријска куна (лат. Martes gwatkinsii) је врста кунолике звери (Mustelidae) из потпородице куна (Mustelinae). 

## Распрострањење
Нилгиријска куна насељава планину Нилгири и друге планине које су део планинског венца Западни Гати у држави Керала, као и дистрикт Кодагу у држави Карнатака у јужној Индији.

## Станиште
Нилгиријска куна има станиште на копну. Живи у шумама на надморској висини између 300 и 2.600 метара, али најчешће се јавља на надморској висини између 800 и 2.600 метара. Нилгиријска куна је арбореална животиња, живи у крошњама дрвећа, а повремено силази на земљу.

## Начин живота
Исхрана нилгиријске куне укључује нектар. Такође се храни птицама, малим сисарима и инсектима, као што су цврчци.

## Угроженост
Ова врста се сматра рањивом у погледу угрожености врсте од изумирања.

### Популациони тренд
Популација ове врсте се смањује у дистрикту Кодагу, док се у осталим областима повећава, судећи по расположивим подацима.